# Бурелли Ривас, Регуло
Регуло Бурелли Ривас (8 января 1917 — 21 ноября 1984) — венесуэльский дипломат, брат министра иностранных дел Венесуэлы Мигеля Анхеля Бурелли Риваса (исп. Miguel Ángel Burelli Rivas).
Посол Венесуэлы в Германии (1958—1961), в Польше (1964—1968), в СССР (c 25 февраля 1971 до 5 июня 1978; стал послом через год после возобновления дипотношений между странами, прерванными в 1952 году), Китае (с 6 июля 1979 по 1980)
В годы работы в СССР основал общество общество дружбы «СССР — Венесуэла», при этом активно налаживал контакты с неприветствовавшимися советскими властями элементами — старообрядцами, инакомыслящими художниками и писателями, устраивал с ними встречи в посольстве, на которых отмечены Венедикт Ерофеев, Андрей Тарковский, Эрнст Неизвестный; одна из подобных встреч описана в романе Лимонова «Это я — Эдичка». Считается, что именно из-за этих контактов был отстранён от должности в Москве по просьбе посла СССР в Венесуэле Казимирова, высказанной лично президенту Пересу.